# Leo Monosson
Leo Monosson, ros. Лев Исаакович Моносзон (ur. 7 grudnia 1897 w Moskwie, zm. 1967 na Jamajce) – niemiecki piosenkarz.
Spędził lato 1932 w Warszawie śpiewając w języku polskim.